# 解散した日本のバンド・グループ一覧
解散した日本のバンド・グループの一覧（かいさんしたにほんのバンド・グループのいちらん）は、解散した（もしくは解散が予定されている）日本の芸能グループ、バンド、音楽ユニットを、解散・活動停止・無期限活動休止した年代順にまとめた一覧。
複数回解散と再結成を繰り返しているバンドは何度目の解散かを記す。（一日限定や期間限定の再結成による解散・活動休止は記さない。）
活動休止の場合や再結成している場合は、補足として記す。特に表記がない場合、解散とする。
日本の音楽バンド、グループを年代順にまとめた一覧は「日本のバンド一覧」「ポピュラー音楽の音楽家一覧 (日本・グループ)」を参照。
アイドルで構成されたグループおよびユニットの一覧は「日本の女性アイドルグループの一覧」、「日本の男性アイドルグループの一覧」を参照。

## 1950年代

### 1959年
- 年内 - フランキー堺とシティ・スリッカーズ

## 1960年代

### 1966年
- 2月 - スリーファンキーズ
- 11月 - 王将太鼓
- 年内 - ブロード・サイド・フォー

### 1967年
- 春頃 - 東京ビートルズ
- 12月31日 - ジャニーズ
- 年内 - スリー・グレイセス（活動休止 → 1989年活動再開）

### 1968年
- 10月17日 - ザ・フォーク・クルセダーズ
- 10月 - ジ・エドワーズ
- 年内 - ザ・クーガーズ
- 年内 - ザ・サベージ
- 年内 - ザ・ホワイト・キックス
- 年内 - ザ・マイクス
- 年内 - ジェット・ブラザース
- 年内 - ユキとヒデ

### 1969年
- 4月1日 - ザ・ビーバーズ
- 8月 - ジャックス
- 夏 - ザ・ダーツ
- 夏 - ザ・フィンガーズ
- 9月 - ザ・カーナビーツ
- 年末 - ザ・ダイナマイツ
- 年内 - アウト・キャスト
- 年内 - アダムス
- 年内 - エイプリル・フール
- 年内 - ザ・サニー・ファイブ
- 年内 - ザ・タックスマン
- 年内 - ザ・バロネッツ（正式な解散時期は不明だが、5月にリリースされた「白夜のカリーナ」以降活動がない）
- 年内 - ザ・マミーズ
- 年内 - ザ・ワンダース
- 年内 - シャープ・ホークス
- 年内 - 東京コラリアーズ
- 年内 - ポニーズ

## 1970年代

### 1970年
- 春頃 - 内田裕也とザ・フラワーズ （フラワー・トラベリン・バンド に改名し再出発）
- 5月9日 - ザ・リガニーズ（2005年再結成）
- 5月 - ザ・ブルーインパルス
- 6月 - はしだのりひことシューベルツ
- 12月27日 - ザ・テンプターズ
- 年内 - ザ・サマーズ
- 年内 - ザ・スパイダース
- 年内 - ザ・リンド&リンダース
- 年内 - スウィング・ウエスト
- 年内 - ドンキーカルテット

### 1971年
- 1月24日 - ザ・タイガース（1981年 - 1983年、2013年再結成）
- 春頃 - ザ・ランチャーズ
- 5月31日 - オックス
- 6月 - ヴィレッジ・シンガーズ（2002年再結成）
- 7月 - ザ・ジャガーズ（1981年再結成し、2009年まで活動）
- 7月 - ロック・キャンディーズ
- 9月 - ザ・ワイルドワンズ（1981年に加瀬邦彦とザ・ワイルドワンズとして再結成）
- 年内 - ズー・ニー・ヴー
- 年内 - ソルティー・シュガー
- 年内 - 寺内タケシとバニーズ
- 年内 - ザ・バロン
- 年内 - ピンキー・チックス
- 年内 - ミッキーカーチス&サムライ

### 1972年
- 1月2日 - ザ・ゴールデン・カップス （2004年再結成）
- 2月 - ピンキーとキラーズ（同年、ニュー・キラーズとして活動再開）
- 3月 - フィフィ・ザ・フリー
- 6月 - ロック・パイロット
- 12月31日 - はっぴいえんど
- 年内 - キャッスル&ゲイツ
- 年内 - クエッション・ボーイズ
- 年内 - じゅん&ネネ（2003年再結成）
- 年内 - ジローズ（2013年再結成）
- 年内 - ハイ・スパンキー
- 年内 - ザ・ハプニングス・フォー（2001年再結成）
- 年内 - PYG
- 年内 - ピンク・ピクルス

### 1973年
- 4月 - フラワー・トラベリン・バンド （2007年再結成）
- 6月 - トワ・エ・モワ（1998年再結成）
- 8月25日 - 村八分
- 年内 - 青い三角定規（2008年再結成）
- 年内 - ジューク・ボックス
- 年内 - ハイソサエティー
- 年内 - ぴんからトリオ（メンバー脱退によりぴんから兄弟に改名して活動再開）
- 年内 - 乱魔堂

### 1974年
- 3月31日 - ニュー・キラーズ
- 9月 - 赤い鳥
- 10月 - シモンズ
- 11月20日 - はちみつぱい（2015年再結成）
- 年内 - ゴールデン・ハーフ
- 年内 - ノラ
- 年内 - ハニー・ナイツ
- 年内 - ザ・モップス

### 1975年
- 3月 - 猫 （2004年再結成）
- 4月5日 - ザ・ピーナッツ
- 4月12日 - かぐや姫（その後、複数回期間限定で再結成）
- 4月13日 - キャロル
- 4月20日 - Jeff
- 9月15日 - フレンズ（2012年に再結成）
- 11月16日 - ハックルバック（その後、複数回期間限定で再結成）
- 11月 - サディスティック・ミカ・バンド（1985年、1989年、2006年に再結成）
- 年内 - 頭脳警察（1990年、2001年、2008年に再結成）
- 年内 - ピピ&コット

### 1976年
- 3月 - ガロ
- 4月1日 - シュガー・ベイブ
- 4月 - グレープ（2022年「再起動」を宣言）
- 8月 - アンデルセン
- 9月 - ちゃんちゃこ
- 10月16日 - 外道（1度目の解散、1979年再結成）
- 12月 - 愛奴
- 年内 - サウンド・スペース
- 年内 - ビリーバンバン（1983年再結成）
- 年内 - まりちゃんズ（1995年活動再開）
- 年内 - リトル・ギャング

### 1977年
- 6月 - つなき&みどり
- 年内 - あんぜんバンド
- 年内 - ウエスト・ロード・ブルース・バンド（1度目の解散、1984年再結成）
- 年内 - カミーノ（1992年再結成）
- 年内 - コスモスファクトリー
- 年内 - 原みつるとシャネル・ファイブ
- 年内 - バンバン

### 1978年
- 3月25日 - サンハウス
- 4月4日 - キャンディーズ
- 7月 - JOHNNYS' ジュニア・スペシャル（VIPとして再デビューし、1980年まで活動）
- 8月29日 - サディスティックス
- 8月31日 - フォーリーブス（2002年再結成）
- 12月 - HURRICANE
- 年内 - キャッツ★アイ
- 年内 - 劇団スペース・サーカス
- 年内 - フィンガー5
- 年内 - WHY
- 年内 - 山本コウタローとウィークエンド
- 年内 - ロイヤルナイツ（1988年再結成）

### 1979年
- 1月1日 - マンドレイク
- 1月14日 - レモンパイ
- 3月30日 - ガセネタ（2015年11月再結成。2018年10月解散）
- 冬 - ミスター・カイト
- 年内 - オレンジ・カウンティ・ブラザーズ
- 年内 - カーニバル
- 年内 - ガールズ
- 年内 - 風 （活動休止）
- 年内 - 日暮し
- 年内 - メッツ
- 年内 - 四人囃子（1989年以降、しばしば再結成）

## 1980年代
- MUSCLE BEAT

### 1980年
- 8月20日 - コロムビア・オーケストラ
- 年内 - 井上堯之バンド
- 年内 - 井上宗孝とシャープ・ファイブ
- 年内 - ギャングス
- 年内 - SHŌGUN（1997年活動再開）
- 年内 - 東京キューバン・ボーイズ
- 年内 - 美乃家セントラル・ステイション
- 年内 - ミラーズ
- 年内 - ミルク
- 年内 - VIP

### 1981年
- 1月31日 - トライアングル
- 3月31日 - ピンク・レディー （以後、しばしば再結成）
- 5月31日 - レイジー（1998年再結成）
- 9月22日 - スペクトラム
- 11月7日 - アリス （活動停止。以後、しばしば再結成）
- 12月31日 - ダウン・タウン・ブギウギ・バンド（解体）
- 12月 - プラスチックス（1988年に2日限り再結成。2016年に結成40周年を祝して一夜限りの再結成）
- 年内 - アパッチ
- 年内 - INU
- 年内 - スピニッヂ・パワー
- 年内 - 世良公則&ツイスト
- 年内 - トランザム
- 年内 - 森田公一とトップギャラン（1990年再結成）

### 1982年
- 3月 - ANKH
- 6月28日 - ザ・ロッカーズ（1度目の解散。1990年再結成）
- 12月19日 - 海援隊（1994年再結成）
- 年内 - コスミック・インベンション
- 年内 - シャワー
- 年内 - ずうとるび （2020年に再結成）
- 年内 - 誰がカバやねんロックンロールショー（1990年活動再開）
- 年内 - とんぼ （1972年結成時から1977年まで「とんぼちゃん」）
- 年内 - PARACHUTE（活動休止。2003年再結成）
- 年内 - パル
- 年内 - ビッグ・マンモス

### 1983年
- 7月11日 - VIZION
- 12月18日 - あみん
- 12月22日 - イエロー・マジック・オーケストラ （「散開」を宣言し解散。1993年、2007年に再結成）
- 12月31日 - 横浜銀蝿（1度目の解散。1998年再結成）
- 年内 - アラジン
- 年内 - イモ欽トリオ
- 年内 - 奇形児（以降、しばしば再結成）
- 年内 - きゃんきゃん
- 年内 - シグナル
- 年内 - ジューク
- 年内 - SPEEDWAY
- 年内 - スマイリー小原とスカイライナーズ
- 年内 - St.ヴァレンタイン
- 年内 - TALIZMAN
- 年内 - チャクラ
- 年内 - ぴんから兄弟
- 年内 - BOW WOW（正確には解散ではなくメンバーチェンジによりVOW WOWになった為に活動停止。1998年再始動）

### 1984年
- 3月21日 - 紅麗威甦（無期限活動休止）
- 7月11日 - ザ・コーツ
- 9月1日 - ウシャコダ（1997年再結成）
- 9月 - エキゾティクス
- 10月13日 - ケッタウェイズ
- 12月 - 雅夢
- 年内 - 一風堂
- 年内 - ヴァージンVS
- 年内 - 小野満とスイングビーバーズ
- 年内 - クリエイション（2005年再始動）
- 年内 - ジューシィ・フルーツ （2013年再結成）
- 年内 - スターボー
- 年内 - ビジーフォー
- 年内 - ヒロシ&キーボー
- 年内 - もんた&ブラザーズ（2007年再結成）

### 1985年
- 1月25日 - THE BREAKERS
- 3月2日 - MASTURBATION
- 3月31日 - おかわりシスターズ
- 3月 - わらべ
- 12月 - 杉山清貴&オメガトライブ（2018年活動再開）
- 年内 - AION（1986年再結成）
- 年内 - ALLERGY （2012年再結成）
- 年内 - イーグルス
- 年内 - H2O（1999年再結成）
- 年内 - AUTO-MOD（1997年再結成）
- 年内 - オナッターズ
- 年内 - オレンジ・シスターズ
- 年内 - ゴダイゴ（2006年再始動）
- 年内 - ザ・スターリン（1987年再結成）
- 年内 - セブンティーンクラブ
- 年内 - ソフトクリーム
- 年内 - ザ・ナターシャー・セブン（活動休止。1998年活動再開）
- 年内 - マライア
- 年内 - 森雄二とサザンクロス（1995年再結成）

### 1986年
- 5月27日 - SALLY
- 6月29日 - 甲斐バンド （以後、しばしば再結成）
- 7月 - THE COMES
- 10月 - Negasphere（2012年活動再開）
- 年末 - THE FOOLS（1度目の活動休止。1989年再開）
- 年末 - ブレイクダウン
- 年内 - X-RAY
- 年内 - カンガルー
- 年内 - キララとウララ
- 年内 - ショコラータ
- 年内 - スラップスティック
- 年内 - 東京JAP（活動休止）
- 年内 - ナニワエキスプレス
- 年内 - ニャンギラス
- 年内 - ノヴェラ
- 年内 - バラクーダ（1995年再結成）
- 年内 - B・C・G（美少女か・ら・ふ・るギャングの略称）
- 年内 - BLACK CATS（1994年再結成）
- 年内 - ベリーズ
- 年内 - ポータブル・ロック
- 年内 - ザ・リリーズ（2005年再結成）

### 1987年
- 1月28日 - 横須賀サーベルタイガー
- 2月15日 - 息っ子クラブ
- 2月21日 - おめで隊
- 2月 - KUWATA BAND
- 4月5日 - うしろゆびさされ組
- 8月 - ローザ・ルクセンブルグ
- 9月20日 - おニャン子クラブ （以後、しばしば再結成）
- 9月 - ラフ&レディ
- 秋 - SHI-SHONEN（活動停止）
- 年内 - アイドル夢工場
- 年内 - 麻生真美子&キャプテン
- 年内 - Interiors
- 年内 - AIRMAIL from NAGASAKI
- 年内 - SA（1999年再結成）
- 年内 - NSP（2002年再結成）
- 年内 - Sugar
- 年内 - セイントフォー（2018年再始動）
- 年内 - NEW DOBB
- 年内 - ノボ&ピーマン
- 年内 - ブスっ子くらぶ
- 年内 - BLAZE（無期限活動休止。1995年活動再開）
- 年内 - ポピンズ
- 年内 - MAKE-UP（2009年再結成）
- 年内 - LIZARD（活動休止。2009年復活）

### 1988年
- 2月21日 - THE LONDON TIMES（2019年再結成）
- 4月5日 - BOØWY（解散宣言は1987年12月24日）
- 5月2日 - うしろ髪ひかれ隊
- 10月10日 - KODOMO BAND（活動停止。2011年活動再開）
- 11月2日 - シブがき隊
- 12月25日 - LOOK（活動停止）
- 12月 - P-MODEL（「凍結」。1991年「解凍」）
- 年内 - アイリーン・フォーリーン（活動停止。2008年再結成）
- 年内 - 大阪放送管弦楽団
- 年内 - CO-CóLO
- 年内 - TOM★CAT
- 年内 - ハナタラシ （活動停止）
- 年内 - BEE PUBLIC
- 年内 - Rajas
- 年内 - ルースターズ（活動休止）
- 年内 - RAP

### 1989年
- 2月26日 - オフコース
- 3月 - REACTION（2006年再結成）
- 4月4日 - 44MAGNUM（2002年復活）
- 4月11日 - THE ALPHA（活動停止）
- 4月29日 - ブルー・トニック（2015年再始動）
- 4月 - 人生
- 7月8日 - チューリップ
- 9月 - ZIG ZAG
- 9月 - ラ・ムー
- 10月9日 - C-C-B
- 10月31日 - RED WARRIORS（1996年再結成）
- 11月9日 - PRESENCE（2020年再結成）
- 年末 - T.V.
- 年内 - A-JARI
- 年内 - 一世風靡セピア
- 年内 - ゲルニカ （活動休止）
- 年内 - 少女隊
- 年内 - THE TIMERS（活動停止。1994年活動再開）
- 年内 - てつ100%
- 年内 - THE BAND HAS NO NAME（2005年期間限定再結成、2012年活動再開）
- 年内 - ザ・ファントムギフト（2003年再結成）
- 年内 - MUTE BEAT
- 年内 - 夢幻
- 年内 - 横浜キッドブラザース（活動休止。2009年復活）
- 年内 - RaCCo組

## 1990年代

### 1990年
- 1月9日 - 楽天使
- 1月27日 - JAGATARA （2020年、Jagatara2020 として再始動）
- 1月 - DEAD END （2009年再結成）
- 3月24日 - こおろぎ'73（事実上の解散）
- 3月26日 - SHADOW
- 3月31日 - BaBe
- 4月1日 - THE GOOD-BYE（活動停止。2003年再結成）
- 5月5日 - ヒルビリー・バップス（2004年再結成）
- 10月27日 - ARB（1998年復活）
- 11月8日 - COMPLEX
- 11月19日 - D'ERLANGER（2007年再結成）
- 12月25日 - RCサクセション （ラストライブ、翌年1月無期限活動休止へ）
- 12月31日 - 竜童組
- 12月 - K-Chaps!
- 年内 - いんぐりもんぐり
- 年内 - 殿さまキングス
- 年内 - ネバーランド
- 年内 - VOW WOW（2024年再結成）
- 年内 - 幕末塾（正式な活動休止・解散は宣言していないが、90年末以降活動を行なっていない）
- 年内 - BAZAAR
- 年内 - FLATBACKER
- 年内 - レモンエンジェル
- 年内 - ROGUE（2013年再結成）
- 年内 - YBO2

### 1991年
- 2月10日 - THE 東南西北 （2012年再始動）
- 2月14日 - レベッカ （1995年、1999年再結成）
- 3月7日 - Jelsarem's Rod
- 3月16日 - 1986オメガトライブ～カルロス・トシキ＆オメガトライブ
- 3月30日 - ストリート・ダンサー
- 3月 - 白鳥座
- 5月26日 - ECHOES（2011年再始動）
- 5月26日 - KATZE
- 9月6日 - かまいたち
- 9月15日 - 有頂天 （2014年活動再開）
- 9月29日 - 東京少年
- 12月27日 - DEFYER
- 年内 - THE INDEX（1998年再結成）
- 年内 - AIRBLANCA
- 年内 - 大島渚
- 年内 - きどりっこ（活動休止）
- 年内 - クララサーカス
- 年内 - COBRA（1999年再結成）
- 年内 - JA-JA
- 年内 - 頭脳警察（2度目の解散。2001年再々結成）
- 年内 - Tops
- 年内 - Han-na
- 年内 - フリッパーズ・ギター
- 年内 - LAUGHIN' NOSE（1995年再結成）
- 年内 - ザ・ロッカーズ （2度目の休止。2014年再々結成）

### 1992年
- 1月17日 - テラ・ローザ
- 1月24日 - BARBEE BOYS （幾度か再結成された後、2018年より本格的に再始動）
- 1月 - CHA-CHA
- 3月25日 - やまだかつてないWink（番組終了と共に解散。2005年一日限定で再結成）
- 4月18日 - THE FUSE
- 5月8日 - ふきのとう
- 7月1日 - グラスバレー
- 7月 - ANTHEM（2001年再結成）
- 8月31日 - BAKU
- 10月5日 - Jiaen
- 10月 - BABY'S
- 12月31日 - チェッカーズ
- 年末 - LAZY LOU's BOOGIE
- 年内 - アンジー
- 年内 - イエローダック
- 年内 - AURA（2006年活動再開）
- 年内 - GARLAND
- 年内 - KEY WEST CLUB
- 年内 - キリング・タイム（以降、幾度か再結成）
- 年内 - GRAND PRIX
- 年内 - GLU
- 年内 - GEN
- 年内 - サイバーニュウニュウ（2015年再結成）
- 年内 - G・GRIP
- 年内 - The JG's （活動停止）
- 年内 - SUPER BAD（活動停止）
- 年内 - すみちゃんとステゴザウルス（活動停止）
- 年内 - チャイルズ
- 年内 - TOKYO ENSEMBLE LAB
- 年内 - Heart Of Klaxon
- 年内 - DOVE
- 年内 - THE HEART
- 年内 - Betty Blue
- 年内 - THE BELL'S（無期限活動停止）
- 年内 - ブリザード
- 年内 - RA$H
- 年内 - Lip's
- 年内 - レッドドルフィンズ

### 1993年
- 1月 - カステラ
- 3月16日 - Luis-Mary
- 3月24日 - De-LAX（1999年再結成）
- 6月30日 - 男闘呼組（2022年活動再開）
- 7月 - KOZIMA
- 7月 - JACKS'N'JOKER
- 9月21日 - UNICORN（2009年活動再開）
- 9月25日 - STRAWBERRY FIELDS
- 9月 - メスカリン・ドライヴ
- 10月 - Bonnie Duck!?
- 年内 - A-CHIEF
- 年内 - S.S.T.BAND
- 年内 - こんぺいとう
- 年内 - ザ・シャムロック
- 年内 - ザ・スターリン（3度目の解散）
- 年内 - SOY SAUCE SONIX
- 年内 - TOYBOYS
- 年内 - TWILIGHT KIDS
- 年内 - 20世紀Jr.（1992年にVisioNに改名して活動していた）
- 年内 - ニューエスト・モデル
- 年内 - ねずみっ子クラブ
- 年内 - PEARL（1997年活動再開）
- 年内 - ハナ肇とクレージーキャッツ（のちに解散を撤回し、2023年に最後の存命者が死去したことにより自然解散）
- 年内 - THE BARRETT
- 年内 - パンプキン
- 年内 - B.B.クィーンズ（2011年活動再開）
- 年内 - FAIRCHILD
- 年内 - マンナ
- 年内 - Mi-Ke

### 1994年
- 1月 - JELLY
- 2月6日 - ヴィーナス・ペーター （幾度か再結成を経て、2019年活動再開）
- 3月 - 詩人の血
- 4月21日 - GO-BANG'S（2013年ソロユニットとして復活）
- 5月19日 - TMN (TM NETWORK)（プロジェクト終了。1999年再結成）
- 5月 - adam
- 5月 - ZI:KILL
- 6月12日 - KUSU KUSU（冬眠）
- 7月13日 - BODY
- 7月 - KAI FIVE
- 8月 - SAY・S
- 9月30日 - CoCo
- 9月 - ハイ・ファイ・セット
- 年内 - EARTHSHAKER（1999年再結成）
- 年内 - ICE BOX（2019年期間限定で再結成）
- 年内 - ACID LOVE
- 年内 - M-AGE（2021年再結成予定）
- 年内 - 奇形児（3度目の解散。2008年再結成）
- 年内 - Qlair
- 年内 - 黒BUTAオールスターズ（自然消滅）
- 年内 - Cotton
- 年内 - 桜っ子クラブさくら組
- 年内 - G-クレフ
- 年内 - J.D.K.BAND
- 年内 - T-BACKS（活動休止。2005年復活するも、2006年事実上解散）
- 年内 - TOMATOS
- 年内 - 日本女声合唱団
- 年内 - ブランニュー・オメガトライブ
- 年内 - ザ・ポチ
- 年内 - BON CHIC
- 年内 - マサ子さん
- 年内 - ロッテンハッツ

### 1995年
- 1月1日 - access（活動休止。2002年活動再開）
- 1月 - SLAM CAVALLEY（2019年再結成）
- 1月 - BY-SEXUAL（翌年、BY-SEXに改名し活動再開）
- 2月24日 - JUSTY-NASTY （2007年再結成）
- 3月 - GEARS
- 6月1日 - THE BLUE HEARTS
- 6月 - Gilles de Rais
- 7月2日 - DIE IN CRIES
- 7月23日 - SOFT BALLET（2002年再結成）
- 7月 - LOVE TAMBOURINES
- 8月 - UP-BEAT
- 9月3日 - 光GENJI （解散時は光GENJI SUPER 5）
- 9月 - ZNX
- 11月4日 -  SCARE CROW
- 12月25日 - ZOO
- 12月 - Samuel
- 年内 - WEATHER SIDE
- 年内 - えび
- 年内 - ギリギリガールズ
- 年内 - GEISHA GIRLS
- 年内 - JAZZ MASTER
- 年内 - セクシーメイツ
- 年内 - DEEP'S
- 年内 - Trade Love
- 年内 - ハレルヤハッピーズ（無期限活動休止）
- 年内 - ピカソ（後に活動再開）
- 年内 - PINK SAPPHIRE （活動休止。2014年活動再開）
- 年内 - ブリッジ
- 年内 - BO GUMBOS
- 年内 - 真黒毛ぼっくす（活動休止。1997年活動再開）
- 年内 - MORE DEEP
- 年内 - LADIA
- 年内 - LONG VACATION（活動休止）

### 1996年
- 1月 - マルコシアス・バンプ
- 2月10日 - レプリカ（2013年再結成）
- 3月23日 - Spiral Life（活動休止）
- 3月31日 - Wink（活動停止）
- 3月31日 - class（2003年再結成）
- 5月31日 - プリンセス・プリンセス （2012年 再結成）
- 5月 - HUMAN SOUL
- 8月1日 - PSY・S （終焉）
- 8月1日 - RABBIT
- 9月1日 - SUPER MONKEY'S
- 11月 - フリクション
- 12月 - おかげ様ブラザーズ（2007年再結成）
- 年内 - EAST END×YURI
- 年内 - YEN TOWN BAND（2015年活動再開）
- 年内 - H Jungle with t
- 年内 - キングギドラ（2002年以降、幾度か再結成）
- 年内 - クライズラー&カンパニー（2015年再結成）
- 年内 - GOLD WAX（活動休止。2007年活動再開）
- 年内 - SEEK
- 年内 - SHERBET（1998年、SHERBETSとして活動再開）
- 年内 - すかんち（2006年以降、幾度か再結成）
- 年内 - ZELDA
- 年内 - 大事MANブラザーズバンド（2009年に後継である「大事MANブラザーズオーケストラ」を結成して活動）
- 年内 - D.T.R（2006年再結成）
- 年内 - DER ZIBET （活動休止。2007年再結成）
- 年内 - 東京パフォーマンスドール（1期。2期として2013年復活）
- 年内 - 怒髪天 （活動休止。1999年活動再開）
- 年内 - BAD MESSIAH
- 年内 - H.A.N.D.
- 年内 - B'dash
- 年内 - ビブラストーン（活動停止）
- 年内 - FIX
- 年内 - ブカブカ
- 年内 - ブランニューモンキーズ
- 年内 - マヒマヒ
- 年内 - LANCE OF THRILL
- 年内 - SUE CREAM SUE（2011年に再結成しシューク・フラッシュ!に改名）
- 年内 - Letit go

### 1997年
- 1月15日 - La;Sadie's
- 3月6日 - 米米CLUB（2006年再結成）
- 5月4日 - REDIEAN;MODE（「撃沈」。2003年復活するが、翌年以降の活動不明）
- 6月14日 - JUN SKY WALKER(S) （2007年再結成）
- 6月 - oh! penelope（活動停止）
- 7月 - オルケスタ・デ・ラ・ルス（2002年再結成）
- 7月 - ティポグラフィカ
- 8月1日 - バブルガム・ブラザーズ（事実上の活動休止。2008年活動再開）
- 8月13日 - W's
- 8月 - Theピーズ（2002年活動再開）
- 11月9日 - 忍者
- 11月 - spAed
- 12月5日 - NOISE FACTORY
- 12月24日 - LAZY KNACK
- 12月31日 - X JAPAN （2007年再結成）
- 12月31日 - Melody
- 年内 - HIM
- 年内 - L⇔R （活動休止）
- 年内 - エレキブラン
- 年内 - 大阪パフォーマンスドール
- 年内 - オールウェイズ（活動休止）
- 年内 - GAUCH!
- 年内 - COLOR
- 年内 - 幻覚アレルギー
- 年内 - コスプレックス
- 年内 - Continental Breakfast
- 年内 - THE ZIP GUNS
- 年内 - smart
- 年内 - THE ZETT
- 年内 - Sepia'n Roses（活動休止）
- 年内 - SO-FI
- 年内 - dos
- 年内 - dip in the pool （活動休止。2006年活動再開）
- 年内 - DECAMERON
- 年内 - DOG FIGHT
- 年内 - ヌンチャク
- 年内 - 裸のラリーズ
- 年内 - ビンゴボンゴ
- 年内 - ファー・イースト・アシッド・ハウス・クワルテット
- 年内 - festa mode（活動休止）
- 年内 - PESELA-QUESELA-IN
- 年内 - MANIA
- 年内 - モダンチョキチョキズ （活動休止。2020年再結成）
- 年内 - LUV DELUXE
- 年内 - WILD STYLE（活動停止）
- 年内 - ONE STEP communicate

### 1998年
- 1月 - Homeless Heart
- 2月12日 - FLYING KIDS （2007年再結成）
- 2月 - JIMSAKU
- 2月 - BY-SEX （活動休止）
- 4月22日 - KARAK（活動休止）
- 5月 - Still Small Voice
- 8月30日 - SPYKE
- 8月 - VELVET GARDEN
- 9月9日 - BLUE BOY
- 9月 - SHOW-YA（2005年再結成）
- 10月21日 - ALPH LYLA（活動終了）
- 10月31日 - Kill=slayd
- 11月24日 - Sleep My Dear
- 11月30日 - modern grey（活動停止）
- 11月 - B☆KOOL
- 12月24日 - Super Junky Monkey
- 12月24日 - D≒SIRE
- 12月 - 憂歌団（冬眠。2013年活動再開）
- 年内 - Vane For Road
- 年内 - nuvɔ:gu（メジャーデビュー前はヴォーグの名前で活動）
- 年内 - エスカレーターズ
- 年内 - ELLIS（活動休止）
- 年内 - Electric Glass Balloon
- 年内 - GANASIA
- 年内 - Ground Zero
- 年内 - クレヨン社（活動休止。2003年活動再開）
- 年内 - SWITCH
- 年内 - スーパー!?テンションズ
- 年内 - Skirt
- 年内 - stereo criminals
- 年内 - SLY（活動休止）
- 年内 - D-LOOP（活動休止。2004年活動再開）
- 年内 - Nobodys
- 年内 - hide with Spread Beaver （ボーカルのhide が死去したため。実質的にはアルバム「Ja,Zoo 」、「hide with Spread Beaver upper!! 1998 TRIBAL Ja,Zoo」まで続いた）
- 年内 - MANISH
- 年内 - rec*rep（2006年再結成）

### 1999年
- 1月29日 - 黒夢 （無期限活動休止。2009年解散し、翌年再結成）
- 1月 - THE POSTMEN
- 2月24日 - MOON CHILD （幾度か再結成）
- 2月 - 雫...Shizuku
- 3月15日 - フィッシュマンズ（活動休止）
- 3月 - BIG MOUTH
- 3月 - マジック （2017年再結成）
- 3月 - stray（2014年再始動）
- 4月 - 爆風スランプ （活動休止。以後、しばしば活動再開）
- 4月 - VANILLA （無期限活動休止）
- 5月5日 - LOWDOWN（活動休止）
- 6月 - Jack&Betty
- 7月5日 - ダニー飯田とパラダイス・キング
- 7月21日 - KIX-S（活動停止）
- 7月 - アニメタル（活動休止。2001年活動再開）
- 7月 - ISIS
- 7月 - 筋肉少女帯 （活動凍結。2006年活動再開）
- 8月 - XL
- 8月 - Kangaroo Pockets
- 8月 - RAZZ MA TAZZ
- 9月 - brats on B
- 11月3日 - チェキッ娘
  - NEOかしまし娘
  - NEOちゃっきり娘
- 11月8日 - Eins:Vier（以後、しばしば再結成）
- 11月23日 - M@M
- 11月 - ゲーマデリック（2013年活動再開）
- 12月31日 - 聖飢魔II（以後、しばしば再結成）
- 12月31日 - Valentine D.C.（2007年再結成）
- 12月31日 - VINYL
- 12月 - ZYYG（2019年再結成）
- 12月 - T-BOLAN（2012年再結成）
- 12月 - DON'T LOOK BACK（活動休止）
- 12月 - FRIENDS
- 年内 - electric combat
- 年内 - GREENMACHiNE（1度目の解散。2003年再結成）
- 年内 - Groovy Boyfriends（活動終了）
- 年内 - COKEHEAD HIPSTERS（2007年再結成）
- 年内 - 叫ぶ詩人の会（無期限活動休止）
- 年内 - SUPER STUPID（活動停止）
- 年内 - Say a Little Prayer
- 年内 - ZERO
- 年内 - D&D
- 年内 - BAAD
- 年内 - BEREEVE
- 年内 - Platinum Peppers Family
- 年内 - BLACK CATS（2度目の解散）
- 年内 - ブラックビスケッツ（活動休止。2002年3月番組最終回で特別復活）
- 年内 - PEPPERLAND ORANGE（活動停止）
- 年内 - media youth
- 年内 - YURIMARI
- 年内 - LIPSTICK KILLERS
- 年内 - ROLL DAYS（活動休止。2008年活動再開）
- 年内 - ROMANTIC MODE （活動停止）

## 2000年代

### 2000年
- 1月16日 - MIRAGE
- 1月30日 - SHADY DOLLS
- 2月2日 - Favorite Blue（活動終了）
- 3月12日 - ポケットビスケッツ（活動停止）
- 3月22日 - ギルト
- 3月26日 - BURST FRUITS（2011年再結成）
- 3月29日 - MASCHERA
- 3月31日 - SPEED（幾度か再結成）
- 3月 - R-ORANGE
- 3月 - Iceman（活動停止）
- 3月 - Kneuklid Romance
- 3月 - WANDS（2019年、3代目ボーカリストの上原大史を迎えて活動再開）
- 4月 - トラや帽子店
- 5月27日 - HUMMING BIRD
- 5月31日 - D-SHADE
- 5月31日 - まニャン子クラブ
- 5月 - L'luvia
- 7月2日 - SLAP STICKS
- 7月20日 - 恋愛信号
- 7月28日 - BLANKEY JET CITY
- 8月24日 - THE SPACE COWBOYS
- 8月31日 - アップル&ペアーズ（2012年期間限定で再結成）
- 8月 - Doom
- 9月11日 - LOOP THE LOOP
- 10月9日 - 太陽とシスコムーン（2009年再結成）
- 10月15日 - BLue-B
- 10月29日 - THE STREET SLIDERS
- 11月4日 - SHAZNA（活動休止。2006年-2009年、2017年再結成）
- 11月26日 - GUNIW TOOLS（活動休止。2014年再結成）
- 11月 - Galla（2013年再結成）
- 12月14日 - サニーデイ・サービス（2008年再結成）
- 12月20日 - P-MODEL（「培養期間に入る」と称して活動休止。中心メンバーの平沢進に活動再開の意思がみられず事実上の解散）
- 12月27日 - LUNA SEA（活動休止。2010年活動再開）
- 12月31日 - センチメンタル・バス
- 12月31日 - ブリーフ&トランクス（以後しばしば再結成、2012年再結成）
- 12月31日 - Midgardsormr
- 12月 - SHEEP
- 12月 - シャ乱Q（2006年活動再開）
- 12月 - Rita Rit.（活動停止）
- 年内 - ARCH
- 年内 - east cloud
- 年内 - E.M.U
- 年内 - THE COOL CHIC CHILD
- 年内 - SIDE-ONE（2012年再結成）
- 年内 - Cyber Nation Network
- 年内 - SUPER TRAPP（活動休止。2018年活動再開）
- 年内 - SMILE（活動休止。2004年一夜限りのライブにて解散。2014年再結成）
- 年内 - THE SLUT BANKS（2007年再結成）
- 年内 - Z.O.A（活動停止。2019年活動再開）
- 年内 - TWINZER
- 年内 - TOKYO No.1 SOUL SET（2005年活動再開）
- 年内 - To Be Continued（活動休止）
- 年内 - NOBU CAINE
- 年内 - BEAT KIDS
- 年内 - b-flower（活動休止。2010年活動再開）
- 年内 - Faith
- 年内 - Folder（活動休止。Folder5として再デビュー）
- 年内 - BLOW（活動停止）
- 年内 - BAISER
- 年内 - Misty Eyes
- 年内 - MISSION
- 年内 - leap youth theatre（活動休止）
- 年内 - RODEO

### 2001年
- 1月8日 - water（2006年再結成）
- 1月14日 - CLOSE（2021年再始動）
- 1月25日 - wilberry（2008年再結成）
- 1月29日 - Madeth gray'll
- 1月 - 新世界楽曲雑技団
- 2月 - Keno
- 3月8日 - JUDY AND MARY
- 3月30日 - Raphael（活動休止）
- 3月31日 - ピチカート・ファイヴ
- 3月31日 - FEEL
- 3月 - ROUAGE
- 4月 - magoo swim
- 5月3日 - Lastier
- 5月11日 - Aliene Ma'riage
- 5月13日 - 野猿（撤収）
- 5月26日 - ステイト・クラフト
- 5月 - al.ni.co
- 6月20日 - kannivalism（2005年再結成）
- 6月23日 - LU⊃A
- 6月30日 - Oblivion Dust（2007年活動再開）
- 6月30日 - CHEE'S
- 6月 - LOVE BELL BACK LINE（活動休止）
- 7月8日 - 青少年音楽日本連合
- 8月31日 - チャーミースマイル&グリーンヘッド
- 8月 - 南青山少女歌劇団
- 9月21日 - JIGGER'S SON（2012年再結成）
- 9月28日 - せんこはなび
- 9月28日 - BOAT
- 9月 - OYSTARS（活動休止）
- 10月 - L'Arc〜en〜Ciel（活動休止。2003年活動再開）
- 12月21日 - 真心ブラザーズ（活動休止。2005年活動再開）
- 12月28日 - Phew Phew L!ve
- 12月31日 - DOG HAIR DRESSERS
- 12月31日 - pool bit boys
- 12月31日 - MALICE MIZER （活動休止）
- 12月 - FEEL SO BAD（2005年活動再開）
- 年内 - AJICO（活動休止）
- 年内 - アナーキー （活動休止。2013年活動再開）
- 年内 - AN-J
- 年内 - Will call
- 年内 - Woman's Soul
- 年内 - エレキハチマキ（活動休止。2018年活動再開）
- 年内 - Kiss Destination（活動休止）
- 年内 - シトラス
- 年内 - Sugar Soul（のちに活動再開）
- 年内 - 新星日本交響楽団
- 年内 - sweet velvet（活動休止）
- 年内 - Switch Style
- 年内 - Spark
- 年内 - ソン・フィルトル
- 年内 - チボ・マット（2011年再結成）
- 年内 - THE CHEWINGGUM WEEKEND
- 年内 - The Chopsticks
- 年内 - Dear
- 年内 - PAMELAH（活動停止）
- 年内 - belly to belly（活動休止）
- 年内 - benzo
- 年内 - LA-LA Deux

### 2002年
- 1月13日 - SEAGULL SCREAMING KISS HER KISS HER （活動休止。2014年活動再開）
- 1月31日 - y'z factory
- 1月 - シェキドル
- 1月 - BAD SiX BABiES（2010年活動再開）
- 2月10日 - G.I.S.M.
- 2月26日 - The Trip White Hornet （活動休止）
- 3月10日 - SIAM SHADE （しばしば再結成）
- 3月16日 - ZIGZO （2011年再始動）
- 3月20日 - PLAGUES （活動休止。2010年活動再開）
- 3月23日 - Blüe
- 3月31日 - 19
- 3月31日 - METAMO
- 4月7日 - AI-SACHI
- 4月7日 - Ace File
- 4月19日 - ハートバザール
- 4月23日 - Celluloid
- 4月 - EE JUMP
- 5月30日 - ILLUMINA（2014年以降、幾度か再結成）
- 5月27日 - HAL FROM APOLLO '69 （活動休止）
- 7月25日 - Soul Crusaders （正式な発表は同年10月）
- 7月 - After me（活動休止）
- 8月1日 - YOUNG PUNCH
- 8月24日 - LINDBERG（2009年1年間限定再結成を経て、2014年活動再開）
- 8月30日 - CASCADE（2009年再結成）
- 8月 - New Cinema 蜥蜴
- 8月 - ノンキーズ
- 9月1日 - セブンハウス
- 9月15日 - HOLiDAYS
- 9月16日 - ウルトラキャッツ
- 9月22日 - チェンバロ
- 9月22日 - Due'le quartz
- 9月25日 - STEEL
- 9月 - Hipp's
- 10月1日 - COWPERS
- 10月21日 - SNAIL RAMP（活動休止。2004年活動再開）
- 11月12日 - ホフディラン（活動休止。2006年活動再開）
- 11月18日 - Syndrome
- 11月22日 - WINO
- 11月30日 - ナンバーガール （2019年再結成）
- 11月 - 川崎少年少女合唱団
- 12月1日 - FIELD OF VIEW
- 12月5日 - エレファントラブ
- 12月18日 - Jungle Smile （活動休止）
- 12月28日 - Bluem of Youth （活動休止。2008年活動再開）
- 12月 - THE HONG KONG KNIFE
- 年内 - エスカーゴ
- 年内 - The 3peace （活動停止）
- 年内 - Dutch Training（活動休止）
- 年内 - 頭脳警察（活動休止。2008年活動再開）
- 年内 - tef tef
- 年内 - DELiGHTED MINT （活動休止）
- 年内 - De-LAX（活動休止。2006年活動再開）
- 年内 - TO DESTINATION（活動休止。2006年活動再開）
- 年内 - ザ・ナターシャー・セブン
- 年内 - ネイバーユース（活動休止）
- 年内 - Mary-go round（活動休止）
- 年内 - MELODY（2006年、THE★MELODYとして再結成）
- 年内 - Re:Japan
- 年内 - rumania montevideo （活動休止。2019年再始動）

### 2003年
- 1月10日 - Λucifer （幾度か再結成）
- 1月15日 - GOING STEADY
- 1月23日 - HEAD GOOD TV
- 1月 - エレファントラブ
- 1月 - コナミ矩形波倶楽部（活動終了）
- 3月22日 - Missile Girl Scoot （2015年再結成）
- 3月31日 - Kids Alive（活動休止）
- 3月31日 - RED WARRIORS （活動休止。2007年活動再開）
- 3月 - 'else
- 3月 - J-FRIENDS（活動終了）
- 3月 - Dope HEADz
- 4月2日 - SOFTBALL
- 4月3日 - DEVELOP=FRAME （2013年再始動）
- 4月11日 - スナッパーズ （活動停止）
- 4月 - イクシード
- 5月11日 - キッスの世界
- 6月22日 - cali≠gari （無期限活動休止。2009年活動再開）
- 6月25日 - Folder5 （事実上の解散）
- 7月13日 - INNOSENCE
- 8月13日 - SEX MACHINEGUNS （2004年4月再結成。以後、活動休止と再開を繰り返す。）
- 9月22日 - O.P.KING
- 10月7日 - 小島
- 10月11日 - thee michelle gun elephant
- 10月31日 - たま
- 10月 - CYCLES
- 11月9日 - 市井紗耶香 in CUBIC-CROSS
- 11月16日 - CURIO（2012年再結成）
- 12月27日 - 将番頭
- 12月27日 - r.o.r/s
- 12月31日 - pre-school（無期限活動休止）
- 12月31日 - Lita
- 年内 - WEST SIDE
- 年内 - ELEPHANT MORNING CALL
- 年内 - the Garden eel
- 年内 - C.C.ガールズ（2019年活動再開）
- 年内 - スィートショップ
- 年内 - 素一
- 年内 - やまとなでしこ（事実上の活動休止）
- 年内 - SOFT BALLET （活動休止）
- 年内 - 花*花（2009年活動再開）
- 年内 - BEAST（2016年再結成）
- 年内 - Plum Planets
- 年内 - WHiTE
- 年内 - RAMJET PULLEY （活動休止）

### 2004年
- 1月7日 - DASEIN （2010年再結成）
- 1月11日 - パステル（2016年再結成）
- 1月20日 - Cymbals
- 3月4日 - Hysteric Blue
- 3月21日 - 鈴の音
- 3月26日 - ピンクパンダー
- 3月27日 - FANTA ZERO COASTER （活動休止）
- 3月31日 - 0930
- 3月31日 - dicot
- 3月31日 - Whiteberry
- 4月2日 - ROCKING TIME
- 4月7日 - チン☆パラ
- 4月12日 - Loop Junktion
- 4月 - Strawberry JAM
- 5月2日 - ミニモニ。
- 5月8日 - YKZ （活動休止）
- 5月15日 - Merry Go Round
- 6月17日 - feel
- 6月20日 - KICK THE CAN CREW（活動休止。2017年再始動）
- 6月21日 - BURGER NUDS
- 6月 - Spin Aqua
- 7月7日 - THE YELLOW MONKEY（2016年再結成）
- 7月21日 - 麻波25
- 7月 - ルースターズ （正式解散。2009年以降幾度か再結成）
- 8月 - DETERMINATIONS
- 9月1日 - ジ・エキセントリック・オペラ
- 9月5日 - Laputa
- 9月30日 - The Kaleidoscope
- 9月30日 - Retro G-Style（2010年再結成するも、翌年メンバー死去のため活動終了）
- 9月 - 外道（2010年活動再開）
- 9月 - セラニポージ （活動休止。2009年活動再開）
- 10月20日 - クラッシュ・イン・アントワープ
- 11月11日 - チコチェアー（2018年再結成）
- 11月20日 - UNDER17
- 11月29日 - バンブー茂
- 11月 - 酔奴隷
- 11月 - ゼンマイ（活動休止）
- 11月 - flow-war
- 12月3日 - kiwiroll
- 12月29日 - ラウンドスケープ
- 12月31日 - GUNDOG （活動停止）
- 12月31日 - downy（活動休止。2013年再始動）
- 12月31日 - baroque （2011年再結成）
- 年内 - エレキハチマキ（2018年活動再開）
- 年内 - COVER
- 年内 - Concerto Moon （活動休止。2007年活動再開）
- 年内 - SADS（活動休止。2010年再始動）
- 年内 - SMILE（一夜限りの再結成を行うも解散を発表。2014年再結成）
- 年内 - D-LOOP （活動休止。2010年メンバー死去により、正式な活動終了を発表）
- 年内 - The Bittles
- 年内 - 妄走族（2013年活動再開）
- 年内 - LUVandSOUL（活動休止。2011年新メンバーで再結成）

### 2005年
- 1月7日 - Tasty Jam
- 1月9日 - P.I.MONSTER（2013年再結成）
- 1月 - EARTH
- 2月7日 - ZONE（2011年再結成）
- 2月13日 - Wyse（2011年再結成）
- 2月26日 - SUPERCAR
- 2月26日 - ネルソン・グレート（無期限活動休止）
- 3月6日 - tiaraway
- 3月6日 - HUSKING BEE（2012年再結成）
- 3月14日 - キャットフラメンコダンサーズ
- 3月21日 - fOUL（活動休止）
- 3月24日 - I WiSH
- 3月 - ウージ
- 3月 - スージー&キャロライン
- 4月1日 - AUDIO RULEZ
- 4月23日 - Spinna B-ill&the cavemans
- 4月28日 - SUPER EGG MACHINE
- 4月30日 - Hermann H.&The Pacemakers（活動休止。2012年活動再開）
- 5月6日 - SKA SKA CLUB（活動休止。2012年活動再開）
- 5月14日 - FANATIC◇CRISIS
- 5月14日 - fra-foa
- 5月 - HEADS
- 6月5日 - Unlimited Broadcast（活動休止。2007年活動再開）
- 6月17日 - Scudelia Electro
- 6月26日 - 紫苑
- 6月 - Vibes
- 7月1日 - 真空メロウ（2011年再結成）
- 7月18日 - Sunflower's Garden
- 7月23日 - the PeteBest
- 7月28日 - 晴晴゛
- 7月30日 - PEALOUT
- 8月14日 - ZEPPET STORE
- 8月17日 - day after tomorrow（活動休止）
- 9月23日 - カンパネルラ
- 9月25日 - SOME SMALL HOPE（活動休止）
- 9月29日 - Do As Infinity（ラストライブは11月25日。2008年再結成）
- 9月30日 - POTSHOT
- 10月5日 - BREATH
- 10月6日 - P2H
- 10月14日 - COOL DRIVE（活動休止）
- 10月29日 - 界（活動休止）
- 11月4日 - SCREAMING SOUL HILL
- 11月11日 - THE HIGH-LOWS
- 11月13日 - 羅針盤
- 11月26日 - ROMEO BLUE
- 12月1日 - Waive
- 12月2日 - U.N.O.BAND
- 12月4日 - JINDOU
- 12月7日 - HEESEY WITH DUDES
- 12月10日 - BUNGEE JUMP FESTIVAL
- 12月11日 - FAIRY FORE
- 12月17日 - Croon (活動休止)
- 12月25日 - KUMACHI
- 12月29日 - LOVE YOURS
- 12月30日 - PENPALS
- 12月31日 - 三日月ジョン
- 年内 - あややムwithエコハムず
- 年内 - The Uncoloured
- 年内 - vach（活動休止。2011年活動再開）
- 年内 - Ethereal Sin（2007年再結成）
- 年内 - Goose Bumps（活動休止）
- 年内 - ジャドーズ
- 年内 - JUICE（活動停止）
- 年内 - 03
- 年内 - ダッチマン
- 年内 - NORTHERN BRIGHT
- 年内 - B@by Soul
- 年内 - RED WORKER'z（活動休止）
- 年内 - レピッシュ（活動休止、2007年に活動再開）
- 年内 - Rosetta Garden（活動休止）
- 年内 - Le Couple（活動休止し、2007年2月に活動終了）

### 2006年
- THE HIGH-LOWS（1月1日）活動休止
- 12.ヒトエ（1月）
- Clingon（1月4日）活動休止
- CRAZE（1月9日）
- PATCH WORK LIFE（1月20日）活動休止
- RAPES（2月12日）活動休止
- beret（2月22日）
- ARB（3月1日）
- Vo Vo Tau（3月10日）
- COACH☆（3月18日）
- CORE OF SOUL（3月24日）
- The FLARE（3月24日）
- CRIMSON（4月）
- OUTLAW（4月1日）
- Sleepin' JohnnyFish（4月1日）活動休止
- THE MAD CAPSULE MARKETS（4月1日）活動休止
- PIERROT（4月12日） - 2014年4月12日再結成
- HUNGRY DAYS（4月30日）
- can/goo（4月30日）活動休止
- MASK（5月1日）
- NEWS（5月1日）活動休止 - 2007年活動再開
- ラピッドラビット（5月1日）活動休止
- Psycho le Cemu（5月7日）無期限活動休止
- あおキング（5月28日）
- PROPOSE（6月）
- NANANINE（6月1日）活動休止
- ROSSO（6月7日）活動休止
- サザンハリケーン（6月9日）
- SweetS（6月11日）
- Buzy（6月30日）
- インビシブルマンズデスベッド（7月1日）
- 湘南探偵団（7月2日）
- カシオペア（8月1日）活動休止 - 2012年カシオペア3rdとして活動再開
- 仲間由紀恵 with ダウンローズ（8月1日）
- Heartsdales（9月2日）
- CANCION（9月9日）活動休止
- なっちゃんPEAK（9月30日）
- NATSUMEN（10月）活動休止
- Sound Schedule（10月9日）- 2011年活動再開
- Sister Q（10月16日）
- Something ELse（10月22日）
- SPANK HAPPY（10月22日）- 2018年活動再開
- cune（10月24日）活動休止
- デキシード・ザ・エモンズ（10月28日）
- LAREINE（10月31日）
- YeLLOW Generation（11月15日）
- THE HOMESICKS（11月18日）活動休止
- カミカゼ少年團（12月23日）活動休止
- ラヴィアンローズ（12月31日）
- Limited Express (has gone?)（12月31日）
- WAG（12月31日）
- DOODLES（活動休止）
- クララ零式（活動休止）
- laica breeze（活動休止）
- Genius
- Cry&Feel it
- PARABOLA
- See-Saw 活動休止
- MONDO GROSSO 活動休止 - 2017年活動再開

### 2007年
- 蜉蝣（1月）
- IN-HI（1月）活動休止
- Multi Colored Vox（1月12日）
- La'cryma Christi（1月20日）
- BACKLASH（1月20日）
- BOWL（2月3日）
- The Aurora（2月16日）
- SOURCE（2月24日）
- サラブレンド（2月25日）
- OUTSIDE SIGNAL（2月26日）
- 不謹慎シンドローム（2月27日）活動休止
- PULLTOP JUICE（2月27日）
- Sepa（3月10日）
- KOHL（3月22日）
- W（ダブルユー）（3月26日）
- KILLERS（3月27日）
- 10,000 Promises.（3月21日）
- Sugar Mama（4月13日）
- JILS（5月2日）
- CHARCOAL FILTER（7月）
- THE BOOGIE JACK（7月）活動休止
- BOYSTYLE（7月3日）
- ツバメスケッチ（7月8日）
- ロードオブメジャー（7月18日）
- COOLON（8月27日）
- かまボイラー（8月30日）活動休止
- Def Tech（9月7日）
- Aice5（9月20日）
- Auroranote（9月29日）
- SPORTS（9月30日）
- マニ★ラバ（10月1日）
- ピンクリボン軍（10月10日）
- SHURIKEN（11月4日）
- DRUMKAN（11月14日）
- DOUBLE DEALER（活動休止）
- HIGHWAY61
- MELTONE
- Mi（12月）
- KEMURI（12月）
- チューリップ（12月13日）
- ストレンジヌードカルト（12月23日）
- 狩人（12月31日）- 2012年再結成
- ジャパハリネット（12月31日）-2015年再結成
- マスラヲコミッショナー（12月31日）
- ナナムジカ（12月31日）
- TYPHOON24（12月31日）
- Buzz 72+（12月31日）活動休止
- 惑星（12月31日）

### 2008年
- orangenoise shortcut（1月）
- ジムノペディ（1月）
- キンモクセイ（活動休止）- 2018年活動再開
- ザ・カードボードボックス（1月17日）
- ZIGGY（無期限活動休止）
- m-flo（2月13日）活動休止 → 2011年活動再開
- ザ・コブラツイスターズ（2月）
- Syrup 16g（3月1日)→2014年活動再開
- CHABA（4月7日）
- 蝉時雨（4月26日）
- ココナッツ娘。（4月30日）
- サザーランド（4月30日）
- スカポンタス（5月18日）活動休止
- Power Age（5月30日）
- 美勇伝（6月）
- ala（6月）
- BERRY ROLL（6月7日）
- 中ノ森BAND（6月30日）
- ザ☆ボン（7月13日）
- Dark Knight（7月26日）活動停止
- 平川地一丁目（8月23日）
- ELLEGARDEN（9月）活動停止 → 2018年活動再開
- 少年カミカゼ（9月7日）→  2011年再結成
- SUPER BUTTER DOG（9月13日）
- GREAT ADVENTURE（9月13日）活動休止
- 悲愴感（9月24日) → (同年9月29日) 一夜限りの復活
- ジェット機（10月17日）
- LINK（11月21日）2010年再結成
- ゼリ→（11月22日）
- Moga Hoop（12月22日）
- RENTRER EN SOI（12月25日）
- アナム&マキ（12月31日）
- SQUEEZE!!（12月31日）
- ナチュラル ハイ（12月31日）
- HIGH VOLTAGE（12月31日）
- BON'Z（12月31日）
- サザンオールスターズ（12月31日）無期限活動休止 - 2013年活動再開
- NEVER LAND - 活動休止

### 2009年
- Wonder-holic（1月）
- 羞恥心（1月2日）無期限活動休止
- !wagero!（1月29日）
- 好色人種（1月30日）
- WALKABOUT（1月31日）
- CHAGE and ASKA（1月31日）無期限活動休止
- WRONG SCALE（2月2日）
- 2月13日（2月13日）
- トルネード竜巻（2月）活動休止
- たぁ〜た〜ず（3月）
- Bivattchee（3月1日）
- 犬式 a.k.a. Dogggystyle（3月8日）無期限活動休止
- 超飛行少年（3月20日）
- でんしれんぢ（3月21日）
- CANDYMAN（3月28日）
- フォーリーブス（3月29日）
- 可憐Girl's（3月31日）
- 犬が吠える by Takashi Igarashi（4月）
- three tight b（4月）
- OOM（4月）無期限活動休止
- サスケ（4月4日）
- GiFT（4月11日）
- The Miceteeth（4月20日）
- HotchPotchi（4月21日）
- ムラマサ☆（4月24日）
- Reach up to the universe（5月3日）無期限活動休止
- UPPER（5月4日）
- 294（5月7日）
- 野狐禅（5月9日）
- ketchup mania（5月10日）
- 熊猫xiongmao（5月16日）
- POMERANIANS（5月19日）
- C-999（5月30日）
- メトロノーム（5月31日）無期限活動停止
- Bon-Bon Blanco（5月31日）活動休止
- パーキッツ（6月）事実上の活動休止の末、2011年11月18日に解散
- スパークリング☆ポイント（6月2日）
- Radio Caroline（6月5日）活動休止
- BLEACH（6月10日）
- 80_pan（6月19日）
- faith（7月）
- JUNED（7月4日）
- chickenrace（7月23日）
- L.A.SQUASH（7月26日）
- 赤崎コンパ大學（8月1日）
- YOGURT-pooh（8月8日）
- ウルフルズ（8月30日）活動休止 - 2014年活動再開
- ズットズレテルズ（8月）
- でぶコーネリアス（9月21日）
- SPARTA LOCALS（9月23日）
- KAME&L.N.K（9月25日）
- アフロマニア（9月）
- BeForU（10月23日）公式サイト消滅
- NAHT（10月23日）
- KELUN（10月25日）活動休止
- ユーフォーリア（10月31日）
- Hearts Grow（11月）
- 仙台貨物（11月5日）
- ダイナマイトオレンジ（12月）
- SMASH THE BRAIN（12月5日）
- PLIME（12月16日）
- 二千花（12月23日）
- AIR BAND（12月31日）
- Naifu（12月31日）
- the studs（活動休止）
- Sunbrain（活動休止）
- Project DMM（活動休止） - 2013年活動再開

## 2010年代

### 2010年
- PINC INC（1月4日）
- 5050（1月4日）無期限活動休止
- 大田クルー（1月）
- 三枝夕夏 IN db（1月）
- VENI VIDI VICIOUS（1月16日）活動休止
- FLAME（3月1日）
- SILENTLINE（3月2日）
- ザ・ルーズドッグス（3月2日）
- 残像カフェ（3月20日）
- ゆらゆら帝国（3月31日）
- JAYWALK（3月9日）メンバーの不祥事による無期限活動休止。2011年にTHE JAYWALKとして活動再開
- シュノーケル（3月）活動休止 - 2014年活動再開
- マヒルノ（4月1日）
- キャプテンストライダム（4月14日）活動休止
- MARIA（4月17日）
- D-LOOP（4月）
- the Underneath（5月3日）
- メロン記念日（5月3日）
- ザ・とりあたまバンド（5月23日）
- trico（5月29日）
- ロス・プリモス（5月） - 同年6月、永山こうじとロス・プリモスとして活動再開
- PhilHarmoUniQue（6月2日）活動休止
- SURFACE（6月13日）
- CHERRYBLOSSOM（6月16日）
- スケボーキング（6月25日）
- あふりらんぽ（6月26日）
- GOLLBETTY（7月4日）
- HIGH and MIGHTY COLOR（8月11日）
- MELLOW YELLOW（8月22日）活動休止
- JITTERIN'JINN（8月25日）長期にわたる活動休止状態
- BEAT CRUSADERS（9月4日）
- ヴィドール（9月18日）活動休止
- 175R（12月30日）活動休止 - 2016年活動再開
- ミドリ（12月30日）
- THC!!
- little by little - 活動休止

### 2011年
- カル・ヴァリ（1月7日）
- 椿屋四重奏（1月11日）
- RYTHEM（2月27日）2021年再結成
- Little Non（2月28日）
- RAG FAIR（3月）活動休止
- Kagrra,（3月3日）
- monokuro（3月26日）活動休止
- Bahashishi（4月1日）無期限活動休止
- Grape（4月29日）
- BALLY（5月2日）
- Local Sound Style（6月）無期限活動休止 - 2019年活動再開
- ASIAN2（6月5日）
- D'espairsRay（6月15日）
- イロクイ。（7月2日）
- maegashira (8月14日）
- DELUHI（8月7日）
- M（8月27日）
- LASTLIP（9月16日）
- ACTWEED（10月24日）
- midnightPumpkin（10月31日）
- ROCK'A'TRENCH（12月3日）活動休止
- the ROMEO（12月30日）
- 毛皮のマリーズ（12月31日）
- キングクレソールジャズバンド

### 2012年
- 向風（1月）
- レミオロメン（2月1日）活動休止
- GO!GO!7188（2月10日）
- 東京事変（2月29日）2020年活動再開
- EAST END（3月）活動終了
- hare-brained unity（3月5日）無期限活動休止
- JANGA69（3月10日）
- ドリームモーニング娘。（3月10日）活動休止・2013年活動再開
- HOP CLUB（3月18日）
- ドレミ團（3月20日）
- serial TV drama（3月24日）
- SDN48（3月31日）卒業
- CHEMISTRY（4月）活動休止・2017年活動再開
- マモノ（4月12日）
- プリングミン（4月18日）
- DOPING PANDA（4月19日）2022年活動再開
- BOO BEE BENZ（5月6日）
- LAZYgunsBRISKY（5月12日）2015年再結成
- HOW MERRY MARRY（5月15日）
- twenty4-7（6月9日）
- School Food Punishment（6月11日）
- チュール（6月16日）
- 美女木ジャンクション（6月）卒業
- Missing Link（7月6日）
- ハヌマーン（8月3日）
- 人格ラヂオ（9月3日）活動休止
- ホイフェスタ（9月4日）活動休止
- グルグル映畫館（9月22日）閉館
- ステレオポニー（10月2日）
- PureBoys（10月27日）
- THE PRODIGAL SONS（11月）活動休止
- JULEPS（11月12日）活動休止 - 2018年活動再開
- フーバーオーバー（12月9日）
- ar（12月20日）
- HALCALI（12月28日）最後のイベント参加。イベント終了後の2013年に所属事務所及びレコード会社との契約満了。
- Tomato n' Pine（12月29日）
- YA-KYIM（12月31日）
- かぐら
- TЁЯRA 活動終了

### 2013年
- 上々颱風（2月3日）無期限活動休止
- ひょうたん（2月11日）
- サーターアンダギー（2月24日）
- the cabs (2月27日)
- W∞アンナ (2月28日)
- よしもとグラビアエージェンシー（3月3日）卒業
- m.o.v.e（3月16日）
- ラムジ（3月31日）
- 恵比寿マスカッツ（4月7日）
- ZONE（4月7日）
- SPEED（4月8日）メンバー新垣仁絵の退所により事実上の活動休止
- アンド（4月20日）
- MarryDoll（4月21日）
- パナシェ!（4月26日）
- 竹内電気（5月9日）
- BRIGHT（5月12日）
- Prague（5月13日）無期限活動休止
- Wyolica（5月31日）
- 東京クヮルテット（6月）
- FUNKY MONKEY BABYS（6月2日・2021年活動再開）
- Hi-Fi CAMP（6月4日）
- GARNET CROW（6月9日）
- チャンチキトルネエド（6月16日）無期限活動休止
- pegmap（6月23日）
- No Regret Life（7月6日）
- SOPHIA（8月12日）活動休止・2022年活動再開
- FREENOTE（8月25日）
- Rey（8月31日）
- YOUTHQUAKE（9月2日）
- BLACK BORDERS（9月5日）
- andymori（9月24日）
- LOSALIOS（9月26日）活動休止 - 2021年活動再開
- 嘘つきバービー（9月27日）
- 謎の新ユニットSTA☆MEN（10月6日）無期限活動休止
- THE★裏ワザ（10月27日）活動凍結
- MYPROOF（11月1日）
- NYC（11月2日）事実上の解散
- RSP（11月3日）
- bloodthirsty butchers（11月14日）メンバー吉村秀樹が逝去したため活動終了
- ひいらぎ（11月16日）
- Water（12月）無期限活動休止
- girl next door（12月8日）
- 多国籍軍（12月18日）無期限活動休止
- Hundred Percent Free（12月18日）
- Pay money To my Pain（12月30日）活動休止
- mihimaru GT（12月31日）無期限活動休止
- Vanilla Mood（年内）事実上の活動休止
- 花団（年内）2015年再結成
- Wizard（年内）
- THE STAND UP（年内）

### 2014年
- DIARIES（1月10日）
- L&DS（1月15日）
- LiLiCAL（1月15日）
- LuLu（1月19日）無期限活動休止
- ShaulA（1月23日）
- Vanish（1月26日）活動休止
- ArcDeaR（1月27日）
- United Monisters（1月28日）
- 激情と自由（2月9日）
- 渡り廊下走り隊7（2月9日）
- 花少年バディーズ（2月14日）活動休止
- Little Blue boX（2月16日）
- gaNesha（2月19日）
- ミラノ風セッション（2月20日）
- Aiglare（2月21日）
- トーマス（2月22日）
- MILKY EMILY（2月24日）活動休止
- 弾丸少女（2月25日）活動休止
- ONE JOY ROGUE（2月25日）
- ROGUE（2月26日）活動休止
- THE POWERNUDE（3月）無期限活動停止
- レインマン（3月1日）
- ザ・シャロウズ（3月16日）
- After Tonight（3月30日）
- おはガールちゅ!ちゅ!ちゅ!（3月31日）卒業
- ソノダバンド（3月31日）
- ラスベリーズ（3月31日）
- MonoLog（3月31日）
- サクラン流星群（4月6日）
- ゆずるとberuse（4月7日）ボーカルの滝ノ道が死亡のため活動停止
- EGNISH（4月25日）
- T-BOLAN（4月26日）活動休止
- PIECE（4月29日）
- Cryin'（4月29日）卒業
- 東京プリン（4月30日）メンバー牧野隆志の逝去により活動終了
- THE★米騒動（5月14日）無期限活動休止
- レボルブ（5月19日）
- 東京メモリーズ（5月31日）卒業 2022年4月第2期に再結成
- 蒼-AO- （6月3日）
- AJISAI（6月7日）活動休止
- fade（6月12日）無期限活動休止
- ザ・ベイビースターズ（6月30日）事実上の活動休止
- bump.y（6月30日）卒業
- ザ・サニーサイドジャズオーケストラ（7月4日）
- BiS（第1期、7月8日）2016年再結成
- SOUL'd OUT (7月19日)
- MoNoLith（8月31日）
- AeLL.（9月14日）無期限活動休止
- 新選組リアン（10月14日)
- アヲイ（10月22日）
- NIRGILIS（10月25日）全員脱退
- DiVA（11月30日）
- T-Pistonz+KMC（11月30日）活動休止
- ecosystem（12月10日）
- 12012（12月12日）無期限活動休止。2020年活動再開。
- THE BOOM（12月17日）
- LIGHT BRINGER（12月21日）無期限活動休止
- SCARLET（12月28日）
- GARLIC BOYS（12月29日）活動休止
- 宇宙人（12月31日）

### 2015年
- AJI (1月) 活動休止
- ON/OFF（1月3日）
- 昆虫キッズ（1月7日）活動終了
- DEXPISTOLS（1月31日）無期限活動休止
- ammoflight（1月31日）無期限活動休止
- 未完成VS新世界（2月28日）- 2017年活動再開
- FoZZtone（3月1日）活動休止
- ジン（3月）活動休止
- Berryz工房（3月3日）無期限活動停止
- 新世界リチウム（3月22日）
- The Sketchbook（3月23日）
- The SALOVERS（3月25日）無期限活動休止
- THE KIDDIE（3月31日）
- KIDS（4月22日）メンバーの不祥事により事実上の解散
- ViViD（4月29日）
- SEBASTIAN X（4月30日）活動休止
- Vimclip（5月10日）
- SAKEROCK（6月2日）
- Asriel（6月6日）
- Dazzle Vision（6月7日）
- SNAIL RAMP（6月14日）活動休止
- FUZZY CONTROL（6月21日）活動休止
- キマグレン（7月19日）
- joy（8月2日）
- ふぇのたす（9月19日）
- アイドリング!!!（10月31日）全員卒業
- オズ（10月31日）
- the telephones（11月3日）無期限活動休止 - 2018年活動再開
- フレンチ・キス（11月5日）
- FACT（11月10日）
- ギルド（11月21日）活動休止
- HOLIDAYS OF SEVENTEEN（12月6日）
- Applicat Spectra（12月12日）
- ずんね from JC-WC（12月13日）
- PE'Z（12月19日）
- うみのて（12月24日）活動完結
- Rootless（12月28日）
- BYEE the ROUND（12月30日）無期限活動休止 - 2019年活動再開

### 2016年
- スムルース（1月12日）無期限活動休止
- harmonic hammock（1月19日）活動休止
- WaT（2月12日）
- SAMURAI JACK UNIVERSE（2月28日）
- 太陽族（2月23日）活動休止
- N'夙川BOYS（2月27日）無期限活動休止
- FLiP（3月5日）活動休止
- ダークダックス（3月26日）メンバー喜早哲の逝去により事実上の活動終了
- Pinkish（3月27日）活動休止
- ワカバ（3月27日）無期限活動休止
- μ's（4月1日）音楽活動を終了、声優業は継続→2020年にシングル「A song for You! You? You!!」発売
- The Flickers（4月7日）
- BROWN SUGAR（5月18日）
- ARTEMA（5月20日）
- 乙女新党（7月3日）
- girugamesh（7月10日）
- LAGOON（7月15日）
- HaKU（8月18日）
- カスタマイZ（8月26日）
- ALTIMA（8月26日）活動休止
- ユルリラポ（10月1日）
- meltia（10月22日）
- 黒猫の憂鬱（10月23日）
- SCREW（11月1日）
- Trefle（11月5日）
- ナイトメア（11月23日）無期限活動休止
- group_inou（11月27日）活動休止
- KILLANETH（12月12日）
- Le Lien（12月20日）
- THE TON-UP MOTORS（12月23日）無期限活動休止
- HOME MADE 家族（12月29日）無期限活動休止
- SMAP（12月31日）
- Dream5（12月31日）活動終了
- ANGRY FROG REBIRTH（12月31日）

### 2017年
- 校庭カメラガールツヴァイ（1月13日）
- Doll☆Elements（1月14日）
- つばき（1月19日）活動休止
- B-DASH（2月17日）
- aquarifa（2月20日）無期限活動休止
- カラスは真っ白（3月2日）
- StylipS（3月18日）事実上の活動休止
- ウルトラタワー(3月20日)
- Especia（3月26日）
- Rev. from DVL（3月31日）
- Tokyo Cheer② Party（3月31日）
- Hysteric Lolita（3月31日）
- WHITE ASH（3月31日）
- 或る感覚（4月22日）
- メチャハイ♡（4月29日）
- PiiiiiiiN（5月5日）
- ヒラオコジョー・ザ・グループサウンズ（5月14日）活動休止
- がんばれ!Victory（5月20日）
- Synk;yet（5月21日）無期限活動休止
- Buono!（5月22日）活動終了
- ℃-ute（6月12日）
- 清竜人25（6月17日）
- カメレオ（6月17日）
- BOOM BOOM SATELLITES（6月18日）活動終了
- 最終少女ひかさ（6月23日）
- ゆいかおり（6月30日）活動休止
- 初恋の嵐（7月7日）活動休止
- Dream（7月16日）活動終了
- Kai, Natsuki（7月20日）活動休止
- Acid Black Cherry（8月3日）活動休止
- plenty（9月16日）
- タッキー&翼（9月18日）活動休止 - 2018年9月10日解散
- But by Fall（10月8日）
- 0.8秒と衝撃。（11月1日）活動終了
- SHAKALABBITS（11月4日）無期限活動休止
- メガマソ（11月23日）
- SuG（12月20日
- モノブライト（12月20日）無期限活動休止
- デューク・エイセス（12月21日）
- Cyntia（12月26日）無期限活動休止
- PALET（12月28日）
- グリーヴァ（12月30日）
- VAMPS(12月31日)活動休止
- 突き指パンダ 活動休止

### 2018年
- SECRET GUYZ（2月12日）
- アイドルネッサンス（2月24日）
- Mix Speaker's,Inc.（2月25日）
- Jake stone garage（3月10日）活動休止
- ALvino（3月17日）活動停止
- イリジウム（3月17日）活動終了
- ぷちぱすぽ☆（3月21日）
- La PomPon（3月24日）
- GEM（3月31日）
- OH!!マイキーズ（4月7日）
- QOOLAND（4月7日）
- フラップガールズスクール（4月30日）全員卒業
- TOKIO（5月2日）山口達也の不祥事により音楽活動休止 - 国分太一の不祥事により2025年6月25日解散
- redballoon（5月3日）2012年に活動を休止していた
- Droog（5月5日）無期限活動休止
- Sky's The Limit（5月6日）
- サンドクロック(5月19日)
- Chelsy（5月23日）
- RIZE（5月）事実上の活動休止 - 2024年活動再開
- 指先ノハク（6月16日）
- RECOJO（7月7日）
- Def Will（7月21日）
- チャットモンチー（7月22日）完結
- T/ssue（7月28日）
- Cheeky Parade（7月31日）
- Fo'xTails（8月1日）
- チャオ ベッラ チンクエッティ（8月2日）
- Voice of Mind（8月5日）
- Candye♡Syrup（8月19日）全員卒業
- CLØWD（8月25日）
- それでも世界が続くなら（9月2日）活動中止
- RED DOG（9月12日）
- PASSPO☆（9月22日）
- ベボガ!（9月23日）
- ベイビーレイズJAPAN（9月24日）
- AIS -All Idol Songs-（9月24日）
- 黒猫チェルシー（9月30日）活動休止
- X JAPAN（9月30日）事実上の活動休止
- バニラビーンズ（10月7日）
- キバオブアキバ（10月8日）活動休止
- uchuu; (10月26日) 解散
- FEST VAINQUEUR（10月28日）活動休止
- RIP SLYME（10月30日）活動休止
- 3B junior（11月3日）活動休止
- Aqua Timez（11月18日）2025年末までの期間限定で2024年に活動再開
- X21（11月30日）
- ノーメイクス（12月7日）全員卒業
- Hi-5（12月25日）
- sakana（12月28日）活動終了
- rice（12月29日）無期限活動休止
- Juliet（12月31日）活動終了
- ザ・キッパーズ（12月31日）

### 2019年
- 0TU1（1月1日）活動休止
- ミルキィホームズ（1月28日）
- 妄想キャリブレーション（2月23日）活動終了
- たんこぶちん（2月24日）活動休止
- Wake Up, Girls!（3月8日）
- Kalafina（3月13日）2018年4月1日に分裂し活動休止状態だった
- S★スパイシー（3月24日）
- つりビット（3月24日）
- ポタリ（3月30日）
- Janne Da Arc（4月1日）
- TRUSTRICK（4月5日）
- 9nine（4月6日）活動休止
- プルモライト 解散
- KFK（4月26日）
- Permanent Fish（4月30日）
- BiS（第2期、5月11日）
- きのこ帝国（5月27日）活動休止
- ライムベリー（5月31日）
- ROOKiEZ is PUNK'D（5月31日）無期限活動休止
- ねごと（7月20日）
- Larval Stage Planning（7月31日）活動終了
- LoVendoЯ（7月31日）活動休止
- LIFriends（8月3日）
- 絶叫する60度 (ロックバンド/アイドル)（9月2日）活動終了
- petit milady（9月4日）事実上の活動休止
- Shiggy Jr.（9月7日）
- 彼女 IN THE DISPLAY（9月20日）
- Flower（9月30日）
- Blueglue（10月5日）
- ビリケン（11月15日）
- NICO Touches the Walls（11月15日）活動終了
- WHY@DOLL（11月24日）活動終了
- ヲルタナティヴ（12月1日）
- DOWN NORTH CAMP（12月3日）
- No Gimmick Classics（12月5日）活動休止
- PAELLAS（12月13日）
- SWANKY DANK（12月17日）活動休止
- 愛の葉Girls（12月22日）無期限活動休止
- SOLEIL（12月22日）活動終了
- カントリー・ガールズ（12月26日）活動休止
- BILLIE IDLE®（12月28日）
- alom（12月29日）
- なんきんペッパー（12月29日）
- R指定（12月29日）活動凍結
- THE XXXXXX（12月31日）活動終了

## 2020年代

### 2020年
- LADYBABY（1月13日）活動休止
- TRANSPARENTZ（1月19日）
- グッドモーニングアメリカ（1月25日）活動休止　2023年9月活動再開
- sylph emew（2月2日）
- 染脳ミーム（2月8日）
- みそっかす（2月16日）
- monogatari（2月16日）
- パクスプエラ（2月21日）活動休止
- avandoned（2月24日）
- Party Rockets GT（2月24日）現体制での活動終了
- さんみゅ〜（3月1日）全員卒業
- Quince（3月9日）活動休止
- Salley（3月21日）
- PRIZMAX（3月27日）
- こぶしファクトリー（3月30日）
- MONSTER大陸（3月31日）活動休止
- あいくれ（5月）
- Fullfull Pocket（5月22日）現体制での活動終了
- CANTA（5月24日）
- LEZARD（5月29日）
- カレッジ・コスモス（5月31日）メンバー全員卒業による活動休止
- バンドハラスメント 活動休止
- カメトレ（6月3日）終幕
- フェアリーズ（6月17日）活動終了
- テゴマス（6月19日）事実上の活動終了
- シャムキャッツ（6月30日）
- Mrs. GREEN APPLE（7月8日）活動休止 - 2022年活動再開
- キミイロプロジェクト（7月21日）解体 → 4グループに分裂
- PiiiiiiiN（8月8日）
- ハコイリ♡ムスメ（8月16日）活動終了
- Blu-BiLLioN（8月30日）
- ぱんち☆ゆたか（8月31日）
- baroque（9月）無期限活動休止
- sora tob sakana（9月6日）
- ENGAG.ING（9月30日）
- バレーボウイズ（9月30日）
- UMEILO (10月10日)
- 欅坂46（10月13日）活動休止 → 櫻坂46に改名へ
- ONE CHANCE（10月17日）
- CARRY LOOSE（10月31日）
- COLOR CREATION（10月31日）活動休止
- グローバルシャイ（10月31日）無期限活動休止
- WAWAWA（10月31日）
- はちみつロケット（12月6日）
- 東京カランコロン（12月23日）
- raymay（12月25日）活動終了
- レペゼン地球（12月26日）
- No,SateLight（12月27日）
- IVOLVE（12月30日）全メンバー卒業
- グループ魂（12月30日）2022年再結成予定
- E-girls（12月31日）
- スダンナユズユリー（12月31日）
- その名はスペィド（12月31日）活動休止
- AAA（12月31日）活動休止
- Brian the Sun（12月31日）活動休止
- やなわらばー（12月31日）

### 2021年
- CY8ER（1月10日）
- ポポロコネクト（1月23日）
- suchmos（2月3日）活動休止
- 虹のファンタジスタ（3月1日）メンバー全員卒業による活動休止
- ピストルジャズ（3月27日）
- WILL-O'（3月31日）現体制での活動終了
- A応P（3月31日）活動終了
- Re:Complex（3月31日）
- 青春高校3年C組（4月1日）プロジェクト終了、生徒（メンバー）全員卒業
- DC/PRG（4月2日）
- 九星隊（5月1日）
- たこやきレインボー（5月9日。ラストライブは7月31日）メンバー全員卒業
- 赤い公園（5月28日）
- ReVision of Sence
- FAT PROP（6月2日）活動休止
- あゆみくりかまき（6月19日）
- DESURABBITS（6月20日）
- PINK CRES.（6月30日）
- Lovely²（6月30日）活動終了
- NOW ON AIR（7月2日）活動休止
- テスラは泣かない。（7月9日）活動休止
- Amelie
- テジナ（8月7日）
- FAITH（8月29日）
- さくら学院（8月31日）閉校
- minus(-)（9月19日）活動終了
- 全力少女R（9月23日）
- Attractions（9月24日）活動休止
- Foorin（9月27日）
- 東京パフォーマンスドール（2期、9月30日）無期限活動休止
- Drop's（10月10日）活動休止
- V6（11月1日）
- Coming Century（11月1日）活動終了
- THE PINBALLS（11月24日）活動休止
- aint（11月30日）
- オワリカラ（12月4日）活動休止
- PEDRO（12月22日）無期限活動休止
- ザ・コインロッカーズ（12月23日）
- SILENT SIREN（12月30日）活動休止
- キイチビール&ザ・ホーリーティッツ（12月31日）
- おだまりコンビ (年内)
- LAMP IN TERREN

### 2022年
- 転校少女*（1月16日）
- Jewel（1月20日）
- BENNIE K（1月24日）活動終了
- Angelo（1月31日）活動休止
- 吉本坂46 （2月5日）冬眠（活動休止）
- 劇場版ゴキゲン帝国∞（3月27日）
- Chuning Candy（3月31日）
- ザ・なつやすみバンド（4月5日）活動休止
- SALTY DOG（4月20日）
- 天体3349（4月27日）活動休止
- 祭nine.（4月30日）
- OLDCODEX （5月31日）2021年8月4日よりボーカルのTa_2こと鈴木達央の芸能活動休止に伴い活動休止していた。
- ラストアイドル（5月31日）活動終了
- EMPiRE（6月2日)
- predia（6月5日)
- Rhodanthe*（6月24日）活動終了
- 嘘とカメレオン（7月9日）活動休止
- The peggies（9月30日） 活動休止
- SOLIDEMO（9月30日）活動終了
- 爆弾ジョニー（10月22日）
- 26時のマスカレイド（10月30日）
- AiRBBLUE（11月19日）4th LIVEをもって活動休止、声優業は継続
- GAUZE（11月27日）
- ビアンコネロ（12月10日）
- NUMBER GIRL（12月11日）
- TANEBI （12月22日)
- ミオヤマザキ （12月24日）活動休止予定であったが、ライブ内で解散を発表。
- アイドル教室 （12月31日）2024年を11月5日を再会から12月31日に復活を再結成する

### 2023年
- イケてるハーツ（1月21日）
- ドラマストア（1月29日）
- ジャックケイパー（2月4日）
- 真空ホロウ（2月18日）活動終了
- WEAVER（2月26日）
- bonobos（3月5日）
- KANDYTOWN（3月8日）終演
- ぜんぶ君のせいだ。（3月15日）無期限活動休止
- HOWL BE QUIET（3月22日）
- For Tracy Hyde（3月25日）
- 愛乙女☆DOLL（3月26日）全員卒業
- Lovelys（3月27日）活動終了
- Run Girls, Run! （3月31日）
- 松千 （3月31日）
- まなみのりさ （4月1日）
- CHiCO with HoneyWorks（4月8日）活動休止
- B.O.L.T（4月15日）
- Non Stop Rabbit (4月19日)
- INNOSENT in FORMAL (4月20日)
- BOYSGROUP (5月14日)
- セカイイチ（5月14日）無期限活動休止
- Calmera（5月21日）活動休止
- ワルキューレ（6月4日）単独での活動を休止
- BiSH（6月29日）
- WOMCADOLE（7月23日）無期限活動休止
- PAN（8月18日）無期限活動休止
- 男闘呼組 （8月26日）
- MoLse(8月31日)
- Happiness（9月26日）
- 民族ハッピー組（9月30日）消滅
- KNOCK OUT MONKEY（10月1日）活動休止
- EGOIST（10月9日）活動終了
- ハナ肇とクレージーキャッツ（10月27日）犬塚弘の死去によりメンバー全員が故人となった。
- ORESKABAND（10月29日）活動休止
- Kus Kus（11月6日）活動終了
- FEAM（11月9日）無期限活動休止
- 空想委員会 （12月9日）
- BUZZ THE BEARS（12月10日）無期限活動休止
- ROOT FIVE（12月23日）活動休止
- Pimm's（12月29日）無期限活動休止

### 2024年
- THE LITTLE BLACK（1月20日）
- コロナナモレモモ（2月16日）
- BAD HOP（2月19日）
- NEON-X（2月29日）前年に開催される予定だったお披露目公演が中止となった後、一度も活動することなくプロジェクト終了となった。
- a crowd of rebellion（3月3日）無期限活動休止
- D（3月8日）無期限活動休止
- おとといフライデー（3月9日）
- chuLa（3月12日）全員卒業
- CHAI（3月12日）
- the chef cooks me（3月20日）活動終了
- それでも世界が続くなら（3月20日）およそ半年間の活動休止
- 眩暈SIREN（3月30日）
- 8princess（3月31日）
- ギリシャラブ（3月31日）
- CUBERS（3月31日）
- MAG!C☆PRINCE（3月31日）活動休止
- ZOC（4月2日）活動休止
- CANDY GO!GO!（4月8日）
- オメでたい頭でなにより（4月29日）無期限活動休止
- PRIKIL （4月30日）メンバー2人が前年12月31日付で契約終了、この報告を最後に公式サイト等が更新されなくなり、ファンクラブも閉鎖されたたため事実上活動終了。
- MOONCHILD（4月30日）活動終了
- MIGMA SHELTER（6月2日）無期限活動休止
- ツユ （6月8日）事実上解散
- Candy Boy（7月7日）
- ヒステリックパニック（7月15日）
- FAKY（7月30日）1月13日から活動休止していた。
- Chu-Z（8月4日）活動休止
- CROWN POP（8月8日）
- 神宿（8月19日）活動終了
- THE TOMBOYS（8月31日）
- *ChocoLate Bomb!!（9月1日）無期限活動休止
- 夢みるアドレセンス（9月30日）現体制終了
- ミツメ（9月30日）活動休止
- 真っ白なキャンバス（11月4日）
- DEAR KISS（11月22日）現体制終了
- Maison B（11月30日）活動休止
- RYUTist（12月1日）無期限活動休止
- MOROHA（12月21日）活動休止
- サンドリオン（12月25日）
- Devil ANTHEM.（12月27日）活動休止
- I's （12月31日）
- doa（12月31日）
- Repezen Foxx （12月31日）事実上解散
- 和楽器バンド（12月31日）無期限活動休止

### 2025年
- でんぱ組.inc（1月5日）エンディング
- TRICERATOPS（1月10日）無期限活動休止
- BiS （第3期。1月12日）
- BMK （1月31日）
- ヤユヨ（1月31日）
- the pillows（2月1日）
- PELICAN FANCLUB（2月1日）無期限活動休止
- フジファブリック （2月6日）活動休止
- polly（2月16日）
- PiXMiX （2月24日）
- アイビーカラー （2月28日）活動休止
- 2o Love to Sweet Bullet （3月1日）活動休止
- なんキニ!（3月17日）全員卒業
- the quiet room（3月21日）
- ナナランド（3月27日）全員卒業
- KAT-TUN（3月31日）2016年5月1日から2018年1月1日まで活動休止していた
- SANDAL TELEPHONE（4月21日）
- 彩冷える。（5月6日）2010年12月24日から2017年6月3日まで活動休止していた
- mol-74（5月24日）活動休止
- PLASTICZOOMS（5月30日）無期限活動休止
- Bitter & Sweet （5月31日）
- lol（6月1日）
- Mr.ふぉるて（6月18日）
- Mr.FanTastiC（6月20日）
- TOKIO（6月25日）国分太一の不祥事により解散、2018年5月2日から山口達也の不祥事により音楽活動休止していた
- つぼみ大革命（7月5日）
- 我儘ラキア（7月9日）
- Crossfaith（8月1日）無期限活動休止
- FlowBack（8月1日）
- GOOD ON THE REEL（9月予定）活動休止
- 感覚ピエロ（10月10日予定）
- TEAM SHACHI（12月予定）
- ちょこらび（12月末予定）

### 2026年
- 東京女子流（3月31日予定）
- 嵐（5月予定）活動終了 （2020年12月31日から活動休止していた)